# Consolacion
Consolacion (im täglichen Sprachgebrauch oft verkürzt: Lacion) ist eine philippinische Stadtgemeinde in der Provinz Cebu. Sie hat 131.528 Einwohner (Zensus 1. August 2015).
Consolacion gehört zur Metropolregion Metro Cebu.

## Barangays
Consolacion ist politisch in 21 Baranggays unterteilt.
| - Cabangahan - Cansaga - Casili - Danglag - Garing - Jugan - Lamac - Lanipga - Nangka - Panas - Panoypoy | - Pitogo - Poblacion Occidental - Poblacion Oriental - Polog - Pulpogan - Sacsac - Tayud - Tilhaong - Tolotolo - Tugbongan |

## Referenz
- Amtliche Homepage von Cebu